# Râul Fundu Văii, Ialomicioara
Râul Fundu Văii este un curs de apă, afluent al râului Pietricica. 